# トンプキンスヴィル駅
トンプキンスヴィル駅（トンプキンスヴィルえき、英語：Tompkinsville）は、スタテンアイランドのトンプキンスヴィルにあるスタテンアイランド鉄道の駅である。

## 駅構造
| M | 改札階                     | 出入口、改札口 |
| G | 南行通過線                 | ← 急行列車：通過 |
| G | 南行停車線                 | ← 各駅停車：トッテンヴィル駅ゆき（ステープルトン駅）                                                                             |
| G | 島式ホーム、左側の扉が開く | |
| G | 北行線                     | → 各駅停車：セント・ジョージ駅ゆき（終点） → → 急行列車：通過 → → （運行なし：リッチモンド・カウンティ・バンク・ボールパーク駅） |

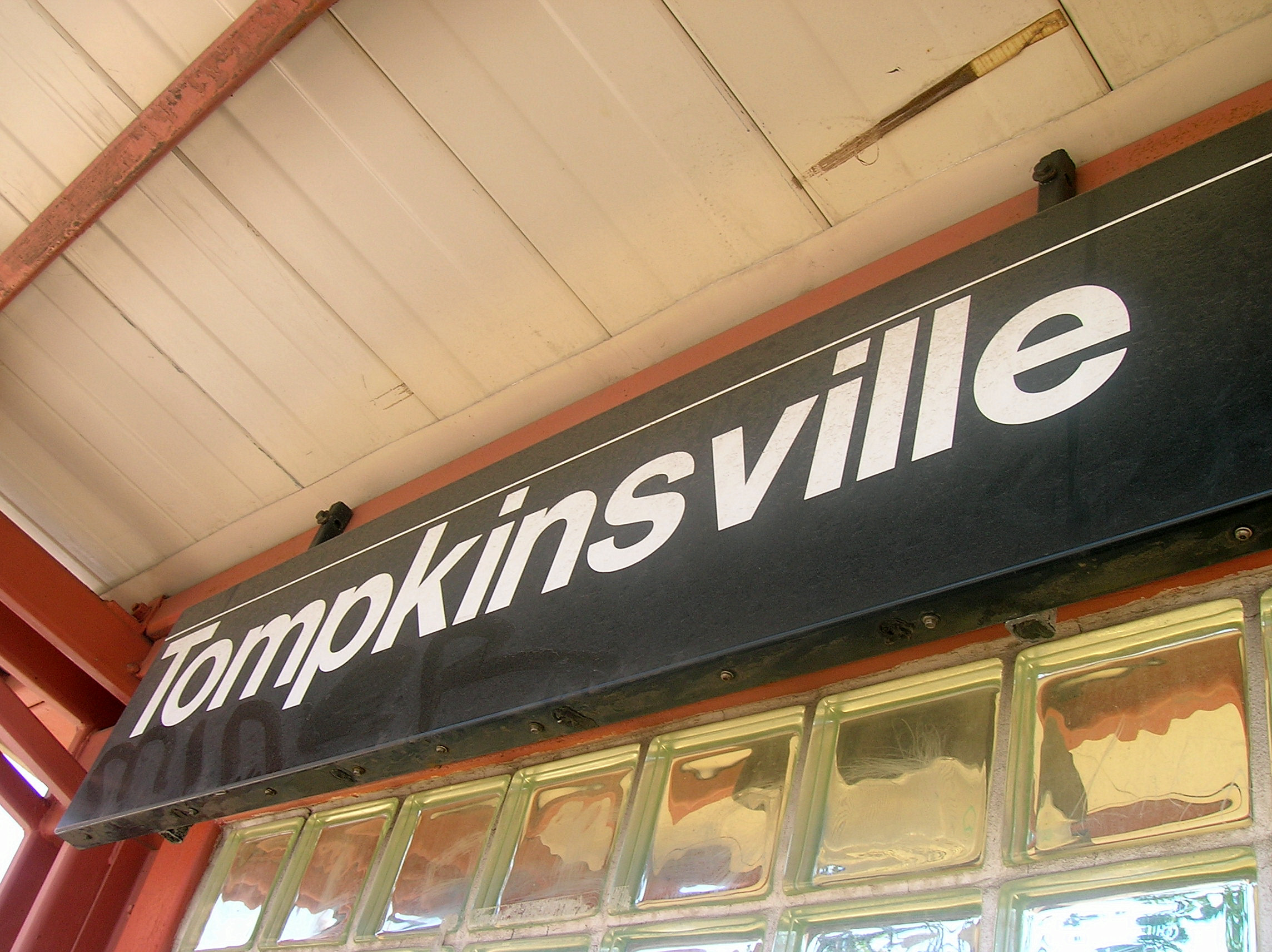
駅名標

ホームは島式ホームとなっており、乗客は陸橋を渡りホームへ行く。北口はヴィクトリー・ブルバード、ベイストリートに、南口はハンナ・ストリートに通じ、駐車場と隣接している。

## バス接続
S46、S48、S51、S61、S62、S66、S74、S76、S78、S81、S84、S86、S91、S92、S96及びS98